# Saveh
Saveh este un oraș din Iran.